# Верхній виносний елемент

Верхні виносні елементи — частина малої літери у шрифті, яка виступає над його середньою лінією.

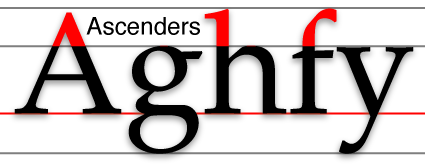
Приклади верхніх виносних елементів.

Не плутати з виносними елементами у кресленні.
Верхній виносний елемент — частина малої літери у шрифті, яка виступає над його середньою лінією, тобто частина малої літери, яка перевищує висоту літер нижнього регістру.
Виносні елементи, як верхні, так і нижні, підвищують впізнаваність слів. З цієї причини в багатьох ситуаціях, коли потрібна висока розбірливість, як-от на дорожніх знаках, зазвичай уникають використання виключно великих літер (маюскулу). Дослідження, проведені на початку будівництва британської мережі автомагістралей, виявили, що слова зі змішаним регістром літер читаються набагато легше, ніж із великими. Тому для дорожніх знаків був розроблений спеціальний шрифт. Згодом він став універсальним по всій Великій Британії (див. статтю Дорожні знаки у Великій Британії).
У багатьох шрифтах, призначених для основного тексту, як-от Bembo і Garamond, верхні виносні елементи піднімаються вище висоти великих літер.
Приклади верхніх виносних елементів в англійській мові — b, d, f, h, k, l, t. В українській мові верхні виносні елементи є у літер б, ґ, і, ї, й, ф. Їх наявність або відсутність залежить від шрифту. У кирилиці набагато менше літер із виносними елементами, ніж у латиниці, через що літери кирилиці порівняно з латиницею загалом більш динамічні, а їхні пропорції ширші.